# ダンス・イン・ザ・ダーク
「ダンス・イン・ザ・ダーク」（Dance in the Dark）はアメリカ合衆国のレコーディングアーティストレディー・ガガの2枚目のスタジオ・アルバム『ザ・モンスター』からのシングルである。2009年にレコーディングされたこのシングルは、ベッドルームでの2人だけの親密な経験に影響を受けた。自分の体に不安を抱えてる時にセックスするのを好む女性を題材にしており、ガガはMACエイズファンドの活動に取り組んでいる間、そういう女性に出会った。そしてこの歌は自由についての歌ではないが、ガガ自身が彼女たちの感情を理解したという確信を示していると説明した。シングルは当初「テレフォン」の後に発売されるはずだった。しかし、ガガとレコード会社スタッフとの論争の結果、「アレハンドロ」が先に発売された。
『ザ・モンスター』からの4枚目のシングルとして2010年7月26日にオーストラリアのラジオで公式に発表された。レトロとニュー・ウェイヴに影響を受けている。曲はどもりのイントロで始まり、曲中には悲劇的な死を遂げた有名人の名前を羅列している。
曲の評価はおおむね肯定的だった。イギリスとハンガリーで初登場10位でチャート入りした。
ガガはこの曲をThe Monster Ball Tourの最初のレグでオープニング曲として披露した。その後のレグではニューヨークの街並みを模したセットでこの曲を歌った。その他にも2010年のブリット・アワードでは、賞の数日前に亡くなった親友アレキサンダー・マックイーンに捧げ、ラスベガスの常設公演『エニグマ』でも披露した。

## 背景
アバウト・コムのビル・ラムは歌を「外観の技巧」との関係で描写した。『ロサンゼルス・タイムズ』によってインスピレーションを記述されたガガは、これは2人だけのベットルームでの親密な経験を表し、「セックスモンスターへの恐れ」に影響を受けていると答えた。彼女の話によると、自分の体に当惑しセックスするのを休んでいる女の子についてであり、「彼女は男性が、彼女の体を見ることを望まない。彼女は自由である、そして、明りが消えた時だけ、彼女は自分の中の動物を外に出すでしょう。」と説明した。彼女は歌と同様に彼女自身が人生で身体像と自信喪失の問題と戦わなければならないと付け加えた。
MTVによると、シングルは当初「テレフォン」の後に発売されるはずだった。しかし、ガガとレコード会社スタッフとの論争の結果、「アレハンドロ」が先に発売された。「アレハンドロ」と一緒にアルバムのプロモーションシングルとしてベルギーのiTunesから発売された。

## チャート成績
ハンガリーでは2009年11月30日付けのMahaszシングル・トップ10チャートで初登場9位を記録したが、翌週にはチャート落ちした。イギリスでは同年12月12日付けのイギリス・シングル・チャートで初登場89位を記録。カナダでは同年11月11日付けのカナダ・ホット100で初登場88位を記録、1週だけのチャート入りとなった。オーストラリアではシングル・チャートで初登場93位、ラジオリリースが開始された直後に43位、その後、最高24位を記録した。アメリカでは2010年8月21日付けのビルボード・アンダー・ホット100で初登場22位、ビルボード・ホット100では初登場122位を記録した。ニールセン・サウンドスキャンによれば、アメリカでは12万デジタル・ダウンロードを記録した。

## 収録曲
- デジタル・ダウンロード[4]

1. ダンス・イン・ザ・ダーク - 4:48

## チャート
| チャート(2009–10年)          | 最高 記録 |
| ---------------------------- | --------- |
| Australian Singles Chart     | 24        |
| Belgian Tip Chart (Flanders) | 22        |
| Belgian Tip Chart (Wallonia) | 26        |
| Canadian Hot 100             | 88        |
| Czech Airplay Chart          | 34        |
| French Digital Chart         | 35        |
| Hungarian Singles Chart      | 9         |
| Slovak Airplay Chart         | 10        |
| UK Singles Chart             | 89        |
| US Bubbling Under Hot 100    | 22        |

## 各国の発売日
| 地域           | 情報          | 規格                   |
| -------------- | ------------- | ---------------------- |
| ベルギー       | 2009年11月9日 | デジタル・ダウンロード |
| ベルギー       | 2010年9月19日 |                        |
| オーストラリア | 2010年7月26日 | ラジオ番組             |
| フランス       | 2010年8月25日 |                        |
| ポーランド     | 2010年9月24日 | ラジオ番組             |